# مورچه‌مرغ پیش‌چشم‌آبی
مورچه‌مرغ پیش‌چشم‌آبی (نام علمی: Hafferia immaculata) گونه‌ای از مورچه‌مرغ‌ها از تیرهٔ مورچه‌مرغان است. این در سطوح پایین در جنگل‌های نمناک آند در غرب و شمال کلمبیا و غرب ونزوئلا یافت می‌شود. در گذشته شامل مورچه‌مرغ زلدون به عنوان زیرگونه بود. مورچه‌مرغ پیش‌چشم‌آبی از حشرات تغذیه می‌کند و مرتب از دسته‌های مورچه‌های ارتشی دنبال می‌کند تا طعمه‌های له‌شده توسط ازدحام‌ها را بگیرد، اما مانند برخی از گونه‌های مورچه‌مرغ‌ها پیرو اجباری مورچه نیست. پرنده مورچه‌مرغ پیش‌چشم‌آبی از نظر جنسی به شدت دورنگ است: پرنده نر دارای پرهای کاملاً سیاه است، در حالی که ماده دارای پرهای قهوه‌ای حنایی و نقاب سیاه است. هر دو جنس دارای یک لکه آبی‌رنگ پیرامون چشم هستند.